# 窮民革命論
窮民革命論（きゅうみんかくめいろん）とは、日本の新左翼の政治思想の一つ。

## 概要
従来のマルクス主義では、革命の主体たりえる者は「労働者階級」とされてきた。そして最下層階級は極貧すぎてその日暮らしが精一杯であり、革命に対する意欲が薄いどころか反革命の温床となりかねないことから「ルンペンプロレタリアート」として軽視していた。（ただし無政府主義者のミハイル・バクーニンなどはルンペンプロレタリアートを評価していた。）
日本の新左翼活動家のうち、「世界革命浪人（ゲバリスタ）」を名乗る竹中労・平岡正明・太田竜らは、新たに「窮民革命論」を唱え、注目を浴びた。これは「一般の労働者は高度経済成長によって豊かな生活が享受できるようになったことで革命への意欲を失っており、革命の主体にはなりえない。疎外された窮民（ルンペンプロレタリアート）こそが革命の主体となりえる」という理論であり、日本における窮民の具体例として、アイヌ民族、日雇い労働者、在日韓国・朝鮮人、沖縄人、部落民を挙げている。
この理論は、全共闘運動の行き詰まりを感じていた新左翼活動家に強い影響を与え、日本の民族問題に関心を持つ者が増えた。そして、これら「窮民」に対するオルグを図り、彼らを取り込もうとした。
やがてその中から、反日テロを行った東アジア反日武装戦線が現れることになった。そして、思想を更に先鋭化させて反日亡国論が台頭することになった。

## 日本解体計画
日本における窮民の中でも、彼らは「アイヌ民族」や「沖縄人」を重要視した。太田竜は自著『再び、辺境最深部に向って退却せよ!』で、日本人には「数千年来の皇国の精神」が宿っており、左翼といえども誠意をもって接すれば転向させることが可能と戦前の某思想検事が豪語した例を挙げ、日本国民ではあるが、約百年前に編入されたばかりの「新附の民」であるアイヌ民族や沖縄人には、まだ「数千年来の皇国の精神」を宿していないので（唯物史観）、反日闘争の志操堅固な活動家（世界革命浪人）を生み出す貴重な人材源になりうるとした（階級闘争も参照）。
太田竜らは当時結成されたばかりのアイヌ解放同盟や琉球独立党を嗾けて、「アイヌ独立」や「琉球独立」を煽った。しかしながら、窮民革命論者の真の目的はアイヌ民族や沖縄人の民族自決の意志の尊重ではなく、日本解体戦争の先兵とすることであった。そのためアイヌ・琉球独立後の建国ヴィジョンとして対日侵略戦争と日本殲滅が当然の如く掲げられていた。太田竜は「琉球革命15年計画」を具体的に記しているので下記に記す。

### 琉球革命15年計画
1. 「復帰幻想」を断ち切って「琉球民族」の覚醒を促すために、繰り返し日の丸や天皇の肖像画や星条旗を公然と焼却する
2. 沖縄県内の自衛隊施設や自衛隊員に対するテロ
3. 「琉球革命」を支持しない沖縄県民に対するテロ
4. 自衛隊内にスパイ網を構築
5. 地下放送局を設置
6. 山原や先島諸島に「解放区」を設ける
7. 沖縄県外で「琉球共和国」の旗の下にテロを開始する
8. 沖縄駐留の在日米軍内の黒人兵士・軍属を組織化し、琉球革命の同志として反乱を起こさせる
9. 「琉球共和国臨時革命政府」の樹立
10. 「琉球共和国革命軍」による奄美侵略
11. 「琉球共和国革命軍」による海上交通路遮断